# Ураз, Ягмур
Ягмур Ураз (тур. Yağmur Uraz; род. 19 февраля 1990, Алтындаг, Анкара) — турецкая футболистка. Выступает за «Киречбурну Спор» и сборную Турции.

## Карьера

### Клубная
Ягмур Ураз начинала играть в футбол за клуб из родного региона, «Гази Юниверситесиспор», в системе которого прошла все возрастные ступени вплоть до главной команды. И хотя дебютировала Ягмур за неё ещё в 13 лет, но футболисткой основы стала в 18, в ходе сезона 2008/09. За пять лет совмещения выступлений за главную и молодёжные разных категорий клубные команды, Ураз провела на высшем уровне 25 матчей, 8 раз поразив ворота соперника. За первый взрослый сезон в высшей лиге Турции она отметилась 16 голами в 17 матчах, став открытием чемпионата и внеся значительный вклад в завоевание клубом из Анкары третьего в его истории чемпионства. В следующем и последнем за «Гази» сезоне Ураз улучшила свои показатели, забив 25 мячей в 18 играх. В 2010 году Ягмур переехала в Стамбул и присоединилась к «Аташехиру», представляющему одноимённый район, в составе которого следом выиграла два чемпионства подряд, отправив в сетку ворот команд соперников 20 и 15 мячей в 22 и 16 матчах соответственно. 11 августа 2011 года она провела свой первый матч в Лиге чемпионов: «Аташехир Беледиеспор» сыграл вничью (1:1) с литовской «Гинтрой Университетас». Первый гол Ягмур в главном женском клубном турнире Европы состоялся в сезоне 2011/12.
Повторив в сезоне 2012/13 бомбардирское достижение предыдущего чемпионата, сыграв при этом, однако, на два матча больше, Ягмур спустя полгода, в середине следующего чемпионата, покинула «Аташехир». 10 января 2014 года она подписала контракт с измирским клубом «Конак Беледиеспор», а спустя четыре месяца — праздновала в его составе чемпионство, четвёртое в её карьере. Совокупно в сезоне 2013/14 Ягмур провела за два клуба 16 матчей и забила 11 мячей.

### В сборной
В начале 2006-го Ягмур Ураз провела один матч за молодёжную сборную до 17 лет, а уже 27 мая в качестве футболистки команды до 19 лет забила победный гол в домашнем товарищеском матче с бельгийской сборной (1:0). 23 ноября всё того же, 2006 года Ураз дебютировала в главной сборной, оформив дубль в игре квалификации Чемпионата Европы 2009 против Грузии (9:0). Позднее, 2 октября 2007 года, впервые отличилась в официальных матчах на молодёжном уровне, снова открыв бомбардирский счёт дублем, на нейтральном поле отправленным в ворота сборной Болгарии (4:0). В рамках отборочного турнира Чемпионата мира 2011, 27 марта и 11 апреля 2010 года забила по два мяча в обоих матчах против Мальты (2:0 и 5:1).
В квалификационном турнире Чемпионата Европы 2013 Ягмур приняла участие во всех 6 матчах своей сборной, отыграв по 90 минут в каждом из них. Отметилась одним голом — в матче против Швейцарии (1:3), и двумя жёлтыми карточками — оба раза в разгромных поражениях от команды Германии (0:5 и 0:10). В отборочном турнире Чемпионата мира 2015 в активе Ягмур — 2 гола в матчах против Черногории и Беларуси.

## Достижения
Гази Юниверситесиспор
- Чемпионка Турции: (1) 2009/10

Аташехир Беледиеспор
- Чемпионка Турции: (2) 2010/11, 2011/12

Конак Беледиеспор
- Чемпионка Турции: (2) 2013/14, 2014/15